# Elmar Hayn
Elmar Hayn (* 19. März 1971 in Nürnberg) ist ein deutscher Politiker (Bündnis 90/Die Grünen) und Unternehmensberater. Von 2021 bis 2023 war er Abgeordneter im Bayerischen Landtag.

## Leben
Hayn absolvierte 1990 sein Abitur am Paul-Pfinzing-Gymnasium in Hersbruck. Anschließend leistete er seinen Wehrdienst bei der Marine in Bremerhaven und Flensburg. Von 1991 bis 1993 absolvierte er eine Lehre zum Bankkaufmann bei der Dresdner Bank in Nürnberg. Von 1993 bis 1998 studierte er Betriebswirtschaftslehre an der Universität Passau. Er schloss dieses Studium mit dem Diplom ab. Ab 1999 war er als Unternehmensberater tätig.
Hayn ist römisch-katholisch, verheiratet und hat vier Kinder. Er wohnt in Nürnberg und Neuhaus an der Pegnitz.

## Politik
Hayn ist seit 1998 Mitglied von Bündnis 90/Die Grünen. Seit 2008 ist er Kreisschatzmeister des Kreisverbandes Nürnberg der Grünen. Von 2012 bis 2022 war er Mitglied im Finanzausschuss des Landesverbandes Bayern der Grünen. Zwischen 2012 und 2018 war er Mitglied des Bundesfinanzrates im Bundesverband der Grünen. Seit 2020 ist er Marktgemeinderatsmitglied und Fraktionssprecher der Grünen Fraktion in Neuhaus an der Pegnitz. 
Bei den Landtagswahlen in Bayern 2013 und 2018 trat er für die Grünen im Stimmkreis Nürnberg-Ost an, verfehlte jedoch jeweils den Einzug in den Landtag. Am 2. November 2021 rückte er für Tessa Ganserer in den Bayerischen Landtag nach. Bei der Landtagswahl 2023 kandidierte er erneut, erreichte aber kein Mandat.
Hayn war Mitglied der Bundesversammlung 2022, nachdem er zuvor vom Bayerischen Landtag zum Delegierten gewählt worden war.